# Польське коло

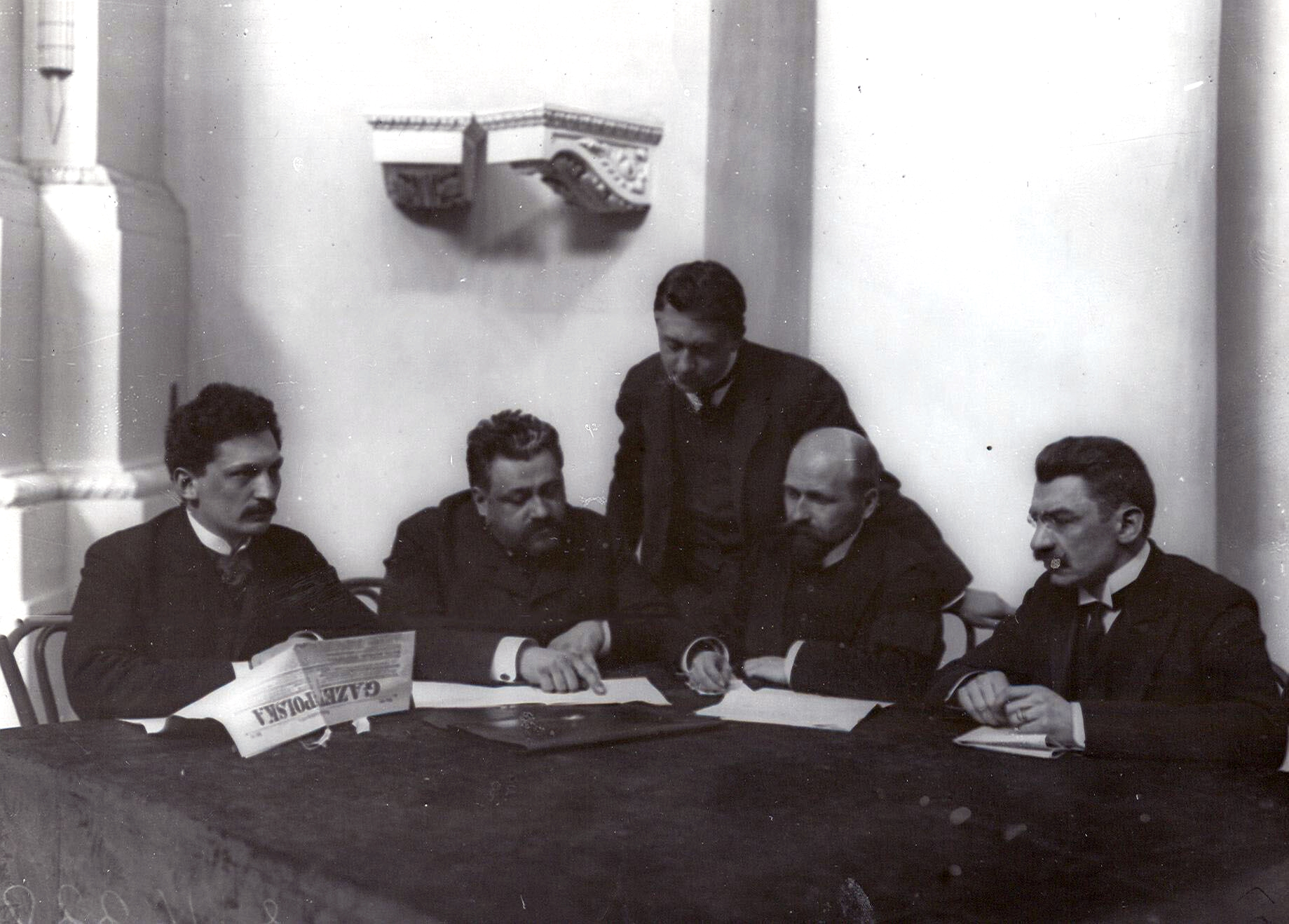
Польські депутати II Державної думи Російської імперії в Таврійському палаці

Польське коло (Koło Polskie; рос. Польское коло) — політичне представництво поляків, що мешкали в губерніях Царства Польського, у Державній думі Російської імперії в 1906—1917 роках.

## Політичне тло

### Створення Думи
Після подій революції 1905 року цар Микола II Романов був змушений провести певні реформи устрою Російської імперії. До них, зокрема, входили: створення Жовтневим маніфестом (1905 р.) Державної думи — нижньої палати російського парламенту.
Виборче право до Думи ґрунтувалося на майновому цензі та куріальній системі. Голосування проводилося по 4 куріях: поміщицькій, міській, селянській і робітничій, де обиралися виборщики, які потім обирали від 434 до 509 депутатів (депутатів) до кожної Думи. У земельній курії один виборщик припадав приблизно на 2000 виборців, у селянській курії він представляв 30 000, а в робітничій — 90 000. Обрані таким чином депутати об'єднувалися в депутатські клуби та групи, об'єднуючи парламентарів за партійною, національною чи релігійною приналежністю. Польські посланці, обрані в повітах Королівства Польського, створили Польське Коло, співпрацюючи з Краєвим Колом, об'єднуючи польських посланців з територій колишньої Речі посполитої.

### Польська справа
Перед загрозою чергового неконтрольованого суспільного спалаху, який російська влада легко могла звернути проти привілейованих верств Королівства Польського, польські консервативно-національні партії вирішили взяти активну участь у виборах до І Думи. Вони хотіли відзначити польську присутність на форумі, яка не обов'язково в усьому підтримувала дії царського режиму. Як пізніше представив це Роман Дмовський:
 
Нашою метою було створення серйозного польського представництва в Російській державі, яке своїми діями змусило б Росію рахуватися з Польщею, і яке поступово завоювало б для Польщі значення зовнішнього чинника в європейській політиці. Шляхом наполегливої політичної боротьби в Російській державі ми розраховували повернути польському питанню втрачене після 1864 року місце на міжнародній арені.
У виборах брали участь Національна демократична партія, Партія реальної політики та Прогресивний демократичний союз. Проте всі польські партії центру і лівого боку бойкотували їх.

## 1-ша Державна дума Російської імперії 1906 р
Існувала з квітня по липень 1906 р. і складався з 499 депутатів. Поляки отримали 34 з 36 місць, які займали представники Королівства Польського, решта 2 гарантованих їм місця отримали литовці з Сувальської губернії. Створений Польський Гурток, який об'єднав 34 депутати від національної демократії, налагодив співпрацю з 19 представниками Крайового гуртка, до якого входили польські депутати з приєднаних воєводств.

### Особовий склад
| Латинська транскрипція           | Російська транскрипція                        | Українська транскрипція          |
| Józefat Błyskosz                 | Блыскош, Иосиф Андреевич                      | Юзефат Блискош                   |
| Stanisław Chełchowski            | Хелховский, Станислав Фёдорович               | Станіслав Хелховський            |
| Aleksander Chrystowski           | Христовский, Александр Эдмундович             | Олександр Христовський           |
| Juliusz Florkowski               | Флиорковский, Юлий Викторович                 | Юліуш Флорковський               |
| Marian Leon Aaron Fulman         | Фульман, Марианн-Леон Аарон Янович            | Маріан Леон Аарон Фульман        |
| Jan Harusewicz                   | Гарусевич, Ян Семёнович                       | Ян Гарусевич                     |
| Józef Głowinkowski               | Гловинковский, Иосиф Антонович                | Юзеф Ґловінковський              |
| Bronisław Grabiański             | Грабианский, Бронислав Адамович               | Броніслав Грабянський            |
| Władysław Grabski                | Грабский, Владислав Феликсович                | Владислав Грабський              |
| Jan Gralewski                    | Гралевский, Ян Янович                         | Ян Гралевський                   |
| Wiktor Jaroński                  | Яронский, Виктор Феликсович                   | Віктор Яронський                 |
| Marian Eligiusz Kiniorski        | Киниорский, Мариян-Элигиуш Казимирович        | Маріан Еліґіуш Кініорський       |
| Hieronim Kondratowicz            | Кондратович, Иероним Иванович                 | Ієронім Кондратович              |
| Aleksander Maciesza              | Мацеша, Александр Стефанович                  | Александр Мацеша                 |
| Bronisław Malewski               | Малевский, Бронислав Густавович               | Броніслав Малевський             |
| Mateusz Manterys                 | Мантерис, Матеуш Томашевич                    | Матеуш Мантерис                  |
| Józef Nakonieczny                | Наконечный, Иосиф Мацеевич                    | Юзеф Наконечний                  |
| Franciszek Nowodworski           | Новодворский, Франц Иосифович                 | Францішек Новодворський          |
| Józef Ostrowski                  | Островский, Юзеф Викентьевич                  | Юзеф Островський                 |
| Zbigniew Paderewski              | Падеревский, Збигнев Здзиславович             | Збіґнєв Падеревський             |
| Alfons Parczewski                | Парчевский, Альфонс Ипполитович               | Альфонс Парчевський              |
| Antoni Rząd                      | Ржонд, Антон Мартинович                       | Antoni Rząd                      |
| Jan Stecki                       | Стецкий, Ян-Станислав Станиславович           | Ян Стецький                      |
| Józef Suchorzewski               | Сухоржевский, Иосиф Александрович             | Юзеф Сухоржевський               |
| Seweryn Światopełk-Czetwertyński | Святополк-Четвертынский, Северин Владимирович | Северин Святополк-Четвертинський |
| Józef Świeżyński                 | Свежинский, Иосиф Владиславович               | Юзеф Свежинський                 |
| Władysław Tyszkiewicz            | Тышкевич, Владислав Юзефович                  | Владислав Тишкевич               |
| Tadeusz Walicki                  | Валицкий, Тадеуш Юльянович                    | Тадеуш Валіцький                 |
| Teofil Waligórski                | Валигурский, Теофил Адамович                  | Теофіл Валігурський              |
| Paweł Wasilewski                 | Василевский, Павел Брониславович              | Павло Василевський               |
| Jan Wigura                       | Вигура, Ян Иосифович                          | Ян Вігура                        |
| Piotr Witkowski                  | Витковский, Пётр Иосифович                    | Петро Вітковський                |
| Jan Zagleniczny                  | Загленичный, Ян Карлович                      | Ян Заглєнічний                   |
| Bogdan Zalewski                  | Залевский, Богдан Генрихович                  | Богдан Залевський                |
| Maurycy Zamoyski                 | Замойский, Маврикий Фомич                     | Маврицій Клеменс Замойський      |

## Друга Державна дума Російської імперії 1907 р

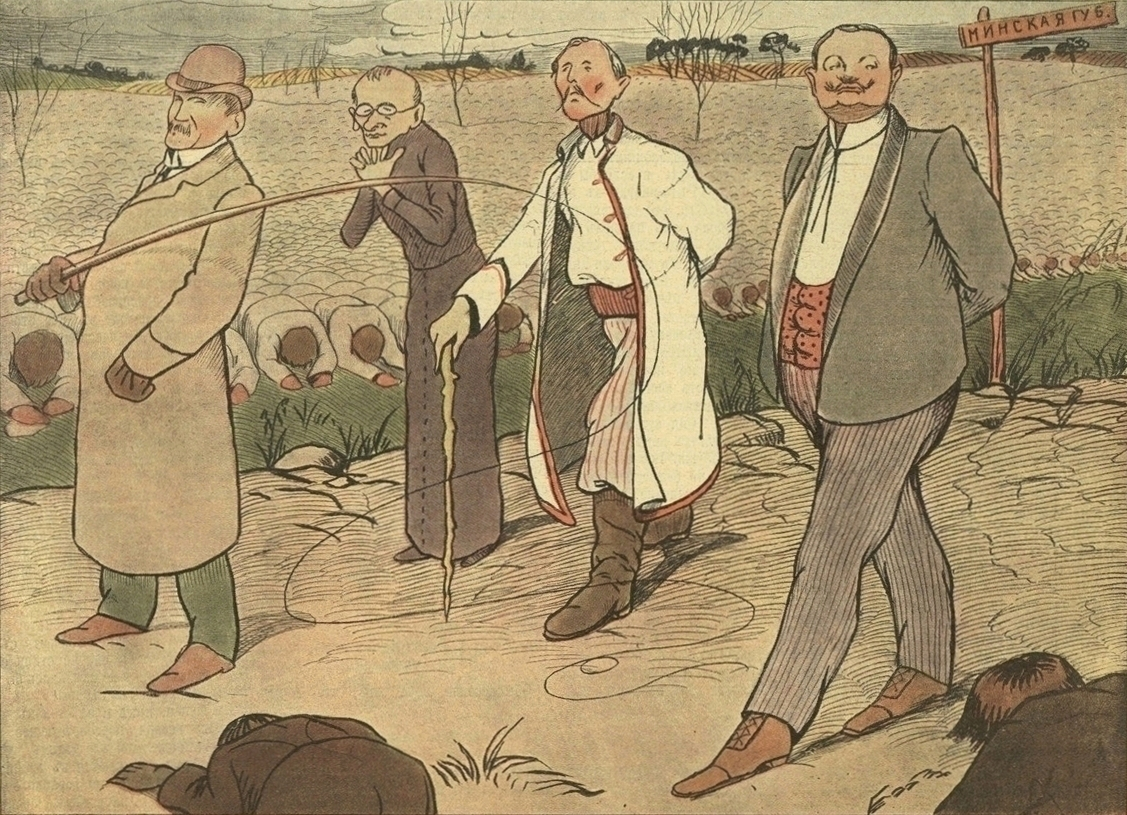
Сон польського «гуртка» весняної ночі: тріумфальна хода Мінським намісництвом (Роман Дмовський, князь Ян Гралевський, Ян Білявський і граф Генрик Потоцький) — російська карикатура з щоденника «Новое время» № 11234 (червень) 1907)

Він збирався з березня по червень 1907 року. До нього входило 509 депутатів.

### Особовий склад
| Латинська транскрипція   | Російська транскрипція              | Українська транскрипція |
| Aleksander Babicki       | Бабицкий, Александр Александрович   | Олександр Бабіцький     |
| Michał Bienisławski      | Бениславский, Михаил Михайлович     | Міхал Беніславський     |
| Jan Bielawski            | Белявский, Ян Блажеевич             | Ян Бєлявський           |
| Antoni Bieliński         | Белинский, Антон Александрович      | Антоній Бєлявський      |
| Józefat Błyskosz         | Блыскош, Иосиф Андреевич            | Юзефат Блискош          |
| Ludwik Bryndza-Nacki     | Брындза-Нацкий, Людовик Людовикович | Людвік Бриндза-Нацький  |
| Marian Chełchowski       | Хелховский, Мариан Геркуланович     | Мар'ян Чельховський     |
| Aleksander Chomiński     | Хоминский, Александр Станиславович  | Олександр Хомінський    |
| Henryk Dembiński         | Дембинский, Генрих Юлиушевич        | Генрик Дембінський      |
| Roman Dmowski            | Дмовский Роман Валентьевич          | Роман Дмовський         |
| Henryk Dymsza            | Дымша, Генрих Клеофасович           | Генрик Димша            |
| Mateusz Dziurzyński      | Дзюржинский, Матеуш Казимирович     | Матеуш Дзюжинський      |
| Jan Harusewicz           | Гарусевич Ян Семёнович              | Ян Харусевич            |
| Józef Głowacki           | Гловацкий, Юзеф Валентинович        | Юзеф Ґловацький         |
| Władysław Grabski        | Грабский Владислав Феликсович       | Владислав Грабський     |
| Jan Gralewski            | Гралевский, Ян Янович               | Ян Гралевський          |
| Antoni Hempel            | Гемпель, Антон Иоахимович           | Антоні Гемпель          |
| Stanisław Jaczynowski    | Ячиновский, Станислав Станиславович | Станіслав Ячиновський   |
| Wiktor Jaroński          | Яронский Виктор Феликсович          | Віктор Яронський        |
| Stanisław Justyna        | Юстына, Станислав Александрович     | Станіслав Юстина        |
| Henryk Konic             | Кониц Генрих Самойлович             | Генрик Коніц            |
| Wincenty Lisowski        | Лисовский Викентий Карлович         | Вікентій Лісовський     |
| Leon Kazimierz Łubieński | Лубенский, Лев Францевич            | Леон Казімєж Любєнський |
| Władysław Nowca          | Новца, Владислав Станиславович      | Владислав Новца         |
| Franciszek Nowodworski   | Новодворский Франц Иосифович        | Францішек Новодворський |
| Józef Ostrowski          | Островский, Юзеф Викентьевич        | Юзеф Островський        |
| Felicjan Otocki          | Отоцкий, Фелициан Венантиевич       | Феліціян Отоцький       |
| Alfons Parczewski        | Парчевский Альфонс Ипполитович      | Альфонс Парчевський     |
| Kajetan Piechowski       | Пеховский, Каэтан Юзефович          | Каєтан Пєховський       |
| Szymon Pelejko           | Пелейко, Семён Викентьевич          | Шимон Пелейко           |
| Edward Pepłowski         | Пепловский, Эдуард Евгеньевич       | Едвард Пепловський      |
| Stefan Plewiński         | Плевинский, Степан Войцехович       | Стефан Плевінський      |
| Henryk Potocki           | Потоцкий, Генрих Родригович         | Генрик Потоцький        |
| Wawrzyniec Puttkamer     | Путткамер, Лаврентий Станиславович  | Вавжинець Путткамер     |
| Leonard Rodziewicz       | Родзевич, Леонард Карлович          | Леонард Родзевич        |
| Mieczysław Skarżyński    | Скаржинский Мечислав Эдмундович     | Мечислав Скаржинський   |
| Jan Stecki               | Стецкий Ян Станиславович            | Ян Стецький             |
| Józef Suchorzewski       | Сухоржевский Иосиф Александрович    | Юзеф Сухожевський       |
| Stanisław Sunderland     | Сундерлянд, Станислав Филиппович    | Станіслав Сандерленд    |
| Stanisław Śliwiński      | Сливинский, Станислав Августович    | Станіслав Слівінський   |
| Stanisław Wańkowicz      | Ванькович, Станислав Александрович  | Станіслав Ванькович     |
| Michał Węsławski         | Венславский, Михаил Антонович       | Станіслав Венславський  |
| Stanisław Wesołowski     | Весоловский, Станислав Адольфович   | Станіслав Весоловський  |
| Piotr Żak                | Жак, Пётр Карлович                  | Пьотр Жак               |
| Władysław Żukowski       | Жуковский, Владислав Владиславович  | Владислав Жуковський    |

## III Державна дума Російської імперії 1907—1912
До його складу увійшли 434 депутати.

### Особовий склад
| Латинська транскрипція | Російська транскрипція             | Українська транскрипція |
| Roman Dmowski          | Дмовский Роман Валентиевич         | Роман Дмовський         |
| Lubomir Dymsza         | Дымша, Любомир Клеофасович         | Любомир Димша           |
| Jan Harusewicz         | Гарусевич, Ян Семёнович            | Ян Харусевич            |
| Władysław Grabski      | Грабский Владислав Феликсович      | Владислав Грабський     |
| Wiktor Jaroński        | Яронский, Виктор Феликсович        | Віктор Яронський        |
| Józef Nakonieczny      | Наконечный, Иосиф Мацеевич         | Юзеф Наконечний         |
| Alfons Parczewski      | Парчевский, Альфонс Ипполитович    | Альфонс Парчевський     |
| Józef Ruminkiewicz     | Руминкевич, Иосиф Валентинович     | Юзеф Румінкевич         |
| Antoni Rząd            | Ржонд, Антон Мартынович            | Уряд Антонія            |
| Józef Świeżyński       | Свежинский, Осип Владиславович     | Юзеф Свєжинський        |
| Hipolit Wąsowicz       | Вонсович, Ипполит Ипполитович      | Іполіт Вонсович         |
| Władysław Żukowski     | Жуковский, Владислав Владиславович | Владислав Жуковський    |

## 4-та Державна дума Російської імперії 1912—1917
До його складу увійшли 442 депутати.

### Особовий склад
| Латинська транскрипція | Російська транскрипція                 | Українська транскрипція |
| Lubomir Dymsza         | Дымша, Любомир Клеофасович             | Любомир Димша           |
| Jerzy Gościcki         | Госьцицкий, Георгий Чеславович         | Єжи Госціцький          |
| Jan Harusewicz         | Гарусевич, Ян Семёнович                | Ян Харусевич            |
| Wiktor Jaroński        | Яронский, Виктор Феликсович            | Віктор Яронський        |
| Marian Kiniorski       | Киниорский, Мариян-Элигиуш Казимирович | Маріан Кіньорський      |
| Michał Łempicki        | Лэмпицкий, Михаил Михайлович           | Міхал Лемпіцький        |
| Józef Nakonieczny      | Наконечный, Иосиф Мацеевич             | Юзеф Наконечний         |
| Alfons Parczewski      | Парчевский, Альфонс Ипполитович        | Альфонс Парчевський     |
| Józef Świeżyński       | Свежинский, Осип Владиславович         | Юзеф Свежинський        |